# Kreis L’Isle
| Kreis L’Isle           | Kreis L’Isle      |
| Basisdaten             | Basisdaten        |
| ---------------------- | ----------------- |
| Staat:                 | Schweiz           |
| Kanton:                | Waadt (VD)        |
| Bezirk:                | Cossonay          |
| Hauptort:              | L’Isle            |
| Fläche:                | 80,75 km²         |
| Einwohner:             | 4277 (31.12.2023) |
| Bevölkerungsdichte:    | 53 Einw. pro km²  |
| Aufgehoben am:         | 31. Dezember 2006 |
| Karte                  |                   |
| Karte von Kreis L’Isle |                   |

Der Kreis L’Isle (französisch Cercle de L’Isle) war bis zum 31. August 2006 eine Verwaltungseinheit des Bezirks Aubonne im Kanton Waadt in der Schweiz. Sitz des Kreisamtes war L’Isle.
Der Kreis umfasste sechs Gemeinden und war 80,75 km² gross. Die Gemeinden des ehemaligen Kreises zählten Ende 2023 4277 Einwohner.
| Wappen        | Name der Gemeinde | Einwohner (31. Dezember 2023) | Fläche in km² | Einw. pro km² |
| ------------- | ----------------- | ----------------------------- | ------------- | ------------- |
| Cuarnens      | Cuarnens          | 541                           | 7,13          | 76            |
| L’Isle        | L’Isle            | 1087                          | 16,22         | 67            |
| Mauraz        | Mauraz            | 64                            | 0,50          | 128           |
| Mont-la-Ville | Mont-la-Ville     | 495                           | 19,79         | 25            |
| Montricher    | Montricher        | 961                           | 26,02         | 37            |
| Pampigny      | Pampigny          | 1129                          | 11,09         | 102           |
| Total (6)     | Total (6)         | 4277                          | 80,75         | 53            |